# Xanthocyparis
Genre
Classification phylogénétique
Xanthcocyparis est un genre de conifères de la famille des Cupressaceae.
Il a été créé en 2002 pour une espèce d'arbre nouvellement découverte au Viêt Nam, le cyprès doré vietnamien.
À la même époque, le cyprès de Nootka fut reclassé dans ce genre, doublant ainsi le nombre des espèces.
Comme des doutes ont été émis sur cette classification, le nom botanique correct pouvant être en fait Callitropsis, une proposition a été publiée en 2006 en faveur de la conservation du genre Xanthocyparis. En attendant que l'instance ad hoc statue sur ce cas, c'est ce nom qui doit être utilisé plutôt que Callitropsis.
Ce genre contient donc à ce jour deux espèces valides :
- Xanthocyparis nootkatensis (D.Don) Farjon & D.K.Harder - Cyprès de Nootka
- Xanthocyparis vietnamensis Farjon & Hiep - Cyprès doré vietnamien